# Garoé

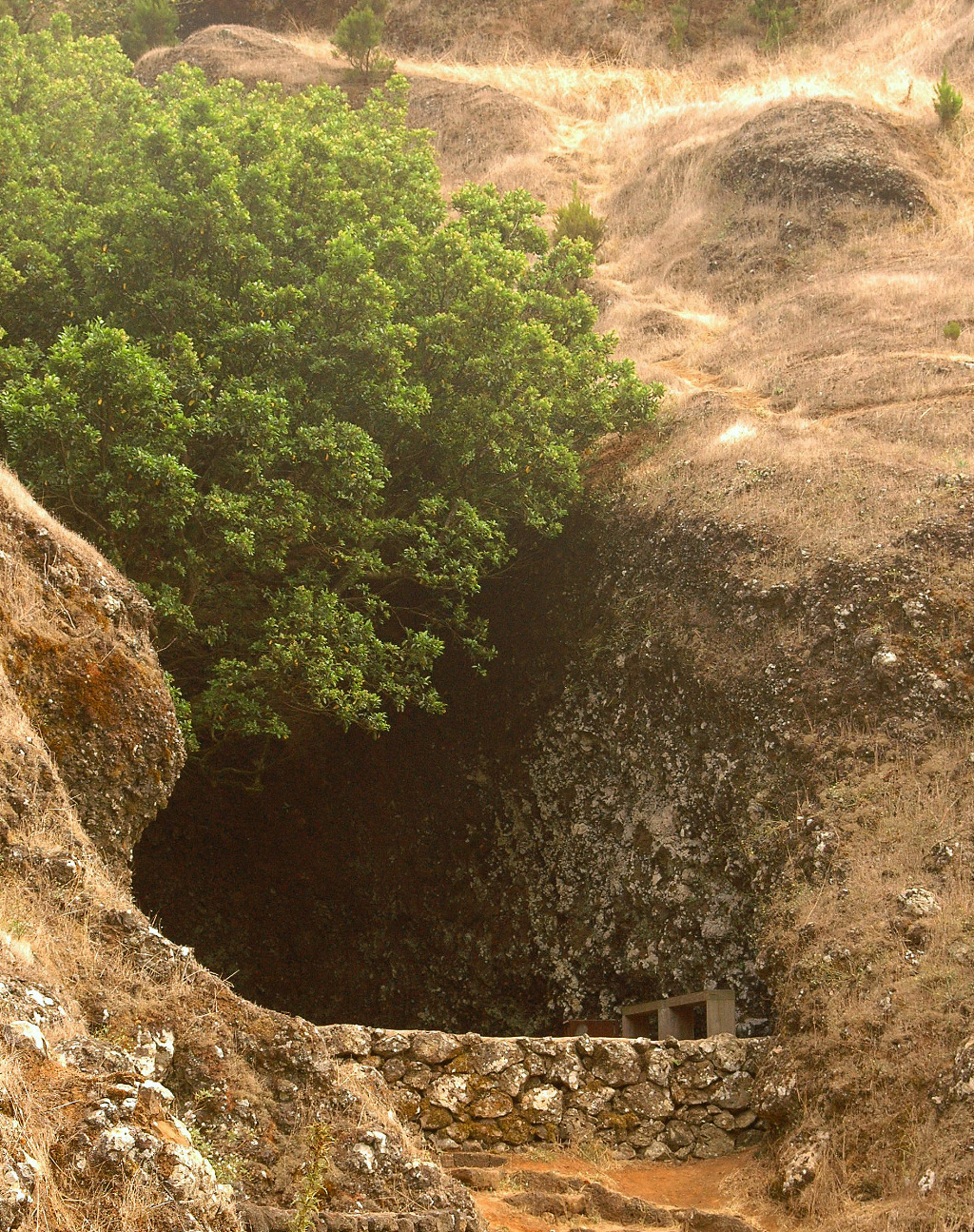
Le site où l'on trouvait l'arbre sacré et où un nouvel arbre a été replanté en 1947 par le forestier Don Zosimo Hernandez.

Armoiries de l'île d'El Hierro avec l'Arbre Saint, symbole de l'île. Les autres symboles sont le château et le lion du royaume de Castille et Léon. La couronne est celle des comtes de la voisine île de La Gomera dont El Hierro dépendit longtemps.

Le Garoé ou l'Arbre saint est un arbre d'El Hierro, une île espagnole de l'archipel des Canaries. Il servait d'arbre fontaine aux aborigènes Guanches qui récupéraient à son pied l'eau des brumes ou du brouillard : des gouttelettes voletaient dans l'air et, dans ce cas, elles étaient attrapées en grande quantité par la canopée du Garoé - elles étaient sans cesse renouvelées par un vent tourbillonnant dans une reculée - jusqu'à former par coalescence des gouttes qui tombaient par gravité. Le Garoé a existé jusqu'en 1604 voire 1610 soit bien après la conquête de l'île en 1405 par Jean IV de Béthancourt qui travaillait avec l'accord du roi de Castille. Il est représenté, sous le nom d'Arbre Saint, sur les armes ou armoiries de l'île depuis les premières armoiries. Un nouveau Garoé a été planté en lieu et place de l'ancien en 1947. Il recueille de l'eau tout comme l'ancien qui est mis en valeur dans le cadre du développement durable et de la transition énergétique ; le Garoé est l'image ou la métaphore de la nouvelle centrale hydro-éolienne 100% énergies renouvelables, inaugurée le 27 juin 2014.

## Espèce et botanique
Til (« tilleul » en espagnol) est son nom vernaculaire aux Canaries parce que c'est un grand et bel arbre comme l'était un tilleul pour les colons espagnols, issus de la péninsule ibérique, qui n'avaient jamais rien vu de tel mais qui souhaitaient se raccrocher à quelque chose de connu. Pour les botanistes, cette dénomination est fausse parce que c'est un laurier endémique des Canaries de l'espèce Ocotea foetens, un arbre de la flore macaronésienne de l'étage de la forêt de nuages, au bois à l'odeur forte quand il est coupé, d'où son nom d'espèce en latin. C'est une espèce de grande taille localisée dans les sols les plus profonds des vallons les plus humides de la forêt à brouillard d'altitude des Canaries. Elle ne forme pas de peuplements monospécifiques sauf dans quelques localités boisées, telle la vallée protégée de Los Tiles ou Los Tilos sur l'île de Palma.

## Témoignages historiques
L'arbre a été vu et décrit par des explorateurs dignes de foi. Le plus célèbre est le dominicain, évêque et défenseur de la cause des Indiens et des aborigènes Bartolomé de las Casas qui fit escale de 1502 à 1547 aux Canaries, lors de quatorze allers et retours entre l'Espagne et le Nouveau Monde.
Antonio Pigafetta, qui fait le  premier voyage des Européens autour du monde  avec Magellan, le décrit ainsi dans son journal du 20 septembre 1519 :
« Il est à savoir qu'entre les autres îles de la Grande Canarie, il y en a une où l'on ne peut trouver une goutte d'eau provenant de fontaine ou rivière qu'une fois par jour, à l'heure de midi. Il descend un nuage du ciel qui environne un grand arbre de l'île, puis tombe sur ses feuilles, et les feuilles viennent à distiller grande abondance d'eau, de sorte qu'au pied de l'arbre il y en a une si grande quantité qu'il semble que ce soit une fontaine vive. Et de cette eau les habitants de ce lieu sont rassasiés. Et les bêtes tant domestiques que sauvages en boivent. »
Un autre témoignage important est celui attribué traditionnellement au franciscain Juan de Abréu Galindo mais dont une étude récente montre le caractère virtuel ; il n'y a aucun franciscain de ce nom là dans les archives de l'Ordre. Il s'agirait du nom de plume d'un homme politique et érudit ayant vécu longuement aux Canaries et de l'un des ceux les connaissant le mieux dans la seconde moitié du XVIe siècle soit Gonzalo Argote de Molina (1548-1596).
L’ancien nom espagnol du Garoé était l’Arbre Saint, de la conquête du XVe siècle jusqu’au début des années 1990, à la suite de son assimilation dans l’Histoire qui avait permis son respect par les Espagnols et sa survivance jusqu’en 1604. Cette dernière date est celle de sa belle mort, arraché par un ouragan, selon l’érudit des Canaries José Antonio Cebrián Latasa (2008), dans un article posthume à propos de Juan de Abréu Galindo et de Gonzalo Argote de Molina et de son Historia de Canarias inacabada (une Histoire des Canaries inachevée car rédigée entre 1590 et 1596, l'année de son décès, et dans laquelle l'Arbre Saint est décrit).
Cette assimilation, dans ce cas d’un totem, par le Très Catholique Royaume d’Espagne peut surprendre mais, ailleurs dans le monde hispanophone, des divinités païennes se retrouvent à peine repeintes et revues dans la liste des saints, entre autres dans les Andes.
Néanmoins, à cette époque et jusqu'au XVIIIe siècle, les scientifiques étrangers à l'Empire des Habsbourg puis au Royaume d'Espagne étaient personae non gratae car ils étaient assimilés à des espions, chose qui contribua, petit à petit en Europe, à créer une légende noire autour de la colonisation espagnole, basée en partie sur les écrits de Las Casas telle La très brève description de la destruction des Indes (1552). Tout ce qui était issu d'Outre-Pyrénées bascula dans un sac où se mêlaient l'obscurantisme, la légende et les mythes. Ainsi de très nombreux voyageurs étrangers, bien après la disparition du Garoé en 1604, ont évoqué l'existence de cet arbre particulier en des termes fort différents. De fait, selon Jacques-Gérard Milbert, membre de l'expédition Baudin qui visita Tenerife à la fin de l'année 1800, « il ne faudrait pas autre chose, pour démontrer que l'existence de l'arbre saint est une fable ridicule, que les contradictions mêmes de ceux qui en ont parlé ». À l'inverse, pour Dapper, le Garoé est un grand arbre unique et « les nuages qui en couvrent la cime, excepté pendant les fortes chaleurs du jour, y répandent une rosée si abondante qu'on en voit continuellement couler de l'eau, et qu'il en tombe chaque jour vingt tonneaux dans des citernes de pierre, profondes de seize pieds et larges de vingt ». Jan Huygen van Linschoten et beaucoup d'autres voyageurs disent la même chose, à ceci près que plusieurs d'entre eux ne parlent pas de citernes et affirment plutôt que les habitants viennent recevoir l'eau dans des vases. L'historien Debry, qui n'a pas vu l'arbre en question, et qui n'en parle que d'après les récits qu'on lui a faits, n'a pas hésité à en faire une gravure. Enfin, le voyageur Richard Hawkins attribue à plusieurs arbres ce que les autres attribuent à un seul, ce que Jacques-Gérard Milbert trouve plus probable : « il y a, dans une vallée, un grand arbre d'une hauteur immense, entouré d'une forêt épaisse de grands pins qui, étant défendus contre les ardeurs du soleil par les montagnes voisines, reçoivent sur leurs feuilles les vapeurs qui s'exhalent de la vallée, et retombent ensuite sur la terre, après s'être condensées en nuages, etc. ». Cet auteur avait raison : il y a de nombreux arbres fontaines de par le monde y compris sur El Hierro, dans les localités brumeuses et ventées, et il est possible d'en faire des clones y compris de forme arborée qui sont les attrape-brouillard dont les filets piègent les gouttelettes des brumes. 
Il reste qu'il n'y eut qu'un seul Garoé qui ait été vénéré par les aborigènes Guanches puis respecté et célébré par les Espagnols jusqu'en 1604 sur El Hierro. Cette tradition était tellement forte qu'un forestier en replanta un nouveau en 1947 et qu'il symbolise encore l'île et son futur basé sur 100% d'énergies renouvelables par son apport quasi-continu en eau.